# Sadovoe (Oblast' autonoma ebraica)
Sadovoe (in lingua russa Садовое) è un centro abitato dell'Oblast' autonoma ebraica, situato nell'Oktjabr'skij rajon.